# Bittacus zulu
Bittacus zulu är en näbbsländeart som beskrevs av Jason Gilbert Hayden Londt 1972. Bittacus zulu ingår i släktet Bittacus och familjen styltsländor. Inga underarter finns listade i Catalogue of Life.